# Trofeo Joan Solert
El Trofeo Joan Solert fue un criterium ciclista profesional no oficial de España. Se disputaba en la localidad de Manlleu (Barcelona), siendo uno de los critériums más importantes de Cataluña.
Pese a que nunca ha tenido una especial relevancia en el panorama ciclista, ha tenido ganadores muy importantes, entre los que destaca Miguel Induráin, en 1992. 
El ciclista más laureado fue Melchor Mauri, con tres victorias.

## Palmarés
| Año       | Ganador               | Segundo              | Tercero               |
| 1983      | Bruno Prieto          | Antonio Coll         | Pedro Saúl Morales    |
| 1984-1986 | No se disputó         | No se disputó        | No se disputó         |
| 1987      | Ramón Rota            | Joaquim Llach        | José Luis Laguía      |
| 1988      | Melchor Mauri         | Álvaro Pino          | Joaquim Llach         |
| 1990      | Joaquim Llach         | Pello Ruiz Cabestany | Robert Forest         |
| 1991      | Miguel Ángel Iglesias | Juan Manuel Abad     | José Pedrero          |
| 1992      | Miguel Indurain       | Joaquim Llach        | Melchor Mauri         |
| 1993      | Melchor Mauri         | Ángel Edo            | José Antonio Escuredo |
| 1994-2002 | No se disputó         | No se disputó        | No se disputó         |
| 2003      | Melchor Mauri         | Carlos Torrent       | Josep Jufré           |

## Palmarés por países
| País   | Victorias |
| ------ | --------- |
| España | 8         |